# Murter
Murter (italienisch Isola Morter) ist eine kroatische Insel in der Adria, etwa 40 km südöstlich der Stadt Zadar in der Region Dalmatien.

## Geographie
Die längliche, unregelmäßig geformte Insel ist 11 km lang und im Durchschnitt etwa 1,5 km breit. Die Fläche beträgt 17,57 km², die Küstenlinie misst rund 42 km. Die Anhöhe Raduč stellt mit 125 m den höchsten Punkt der Insel dar.
Im Norden der Insel liegt der gleichnamige Hauptort Murter. Unmittelbar angrenzend liegt der Ort Betina, an der Südostküste befinden sich die Ortschaften Jezera und Tisno (ital. Stretto), letztere mit einer Brücke zum Festland zweigeteilt. Die Insel hat 5192 Einwohner. Davon sind 97,59 % Kroaten.
Murter liegt im nordwestlichen Teil des Šibenik-Archipels, bei Tisno nur 20 m vom Festland aufgrund eines Kanals (Murterski Kanal) entfernt, welcher mittels einer 37 m langen Klappbrücke überspannt wird.
Der südwestliche Teil weist zumeist Felsküsten auf, die von Sandbuchten unterbrochen sind. Insgesamt sind auf der Insel viele Steinstrände und einige wenige Sandstrände vorzufinden.

## Geschichte

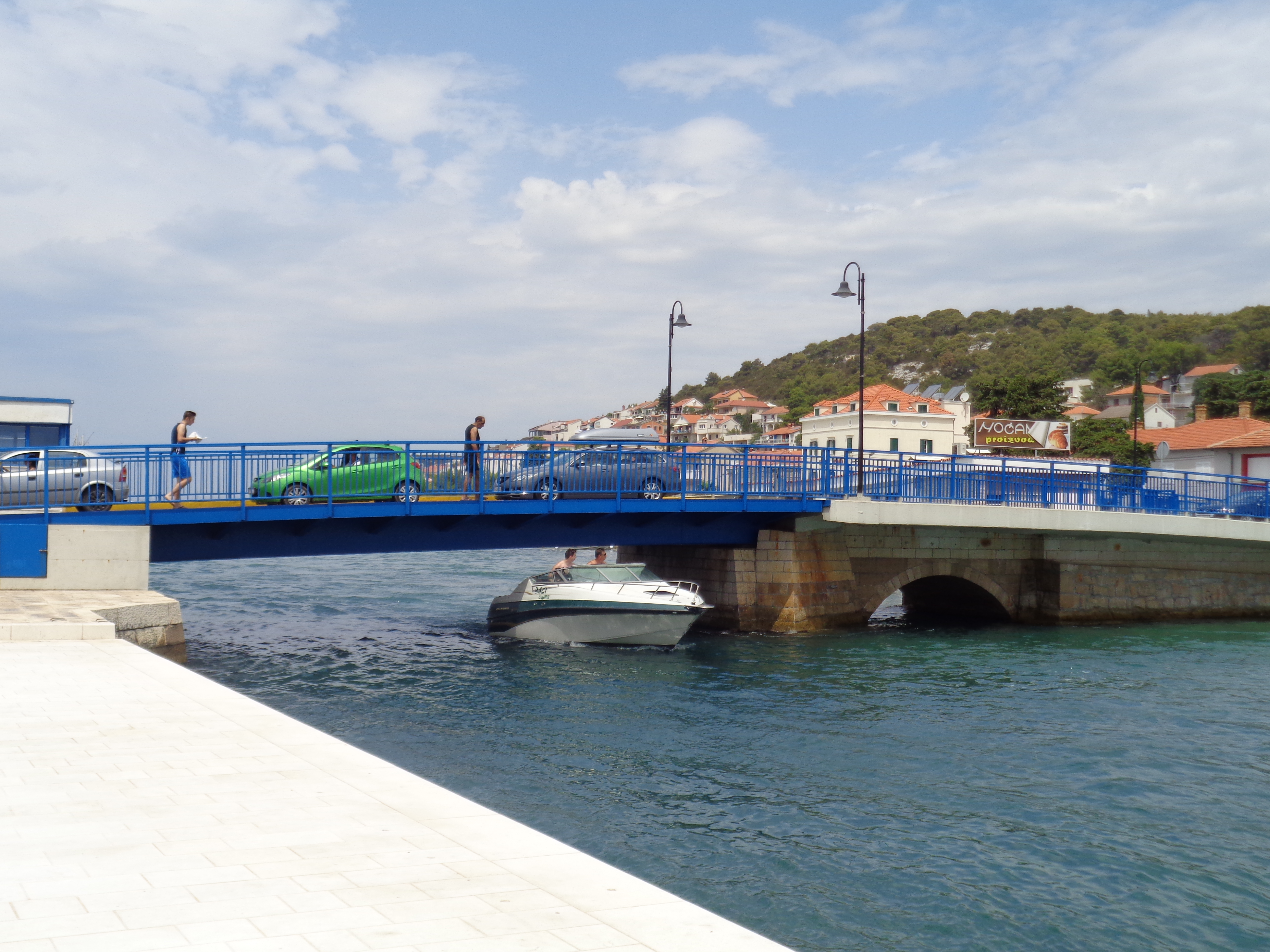
Die Insel ist mit einer Klappbrücke in Tisno mit dem Festland verbunden

Die Insel ist seit etwa 2000 Jahren bewohnt. In der Nähe von Betina wurden die Überreste einer illyrischen Siedlung gefunden, die einst den Namen Colentum trug. Dokumenten zufolge wurde Murter 1293 als „Villa Magna“ (Großes Dorf) bezeichnet. Belege weisen ebenfalls darauf hin, dass es im 13. Jahrhundert zwei Siedlungen auf der Insel gab – Jezera und Veliko Selo, Srimač (heute Murter). Eine Aufzeichnung aus dem Jahre 1318 führt die Bezeichnung Mortari für Murter auf. Die Orte Betina und Tisno wurden zum größten Teil im 15. Jahrhundert zur Zeit der osmanischen Eroberungen erbaut. Durch einen erheblichen Flüchtlingszustrom vom Festland auf die Insel stieg damals die Bevölkerungszahl der Insel.

## Kulturerbe
- Zahlreiche Funde christlicher Texte in der glagolitischen Schrift (statt der lateinischen Schrift). Diese werden heutzutage auf der Insel und in den Museen des Vatikans aufbewahrt.
- Die Kirche des Hl. Michael, die Heiligenfels-Kapelle und die „Kirche der Madonna von Gradina“ gehören zu den ältesten Kirchen der Insel.
- Zu den traditionellen Beschäftigungen der Inselbewohner gehört die Fischerei und Landwirtschaft: Die Insel Murter ist für ausgezeichnetes Olivenöl bekannt.
- Der nautische Tourismus gilt als bedeutender ganzjähriger Wirtschaftszweig. Dadurch wird ein Großteil des touristischen Zustroms generiert.